# Daniel Faust (Schauspieler)

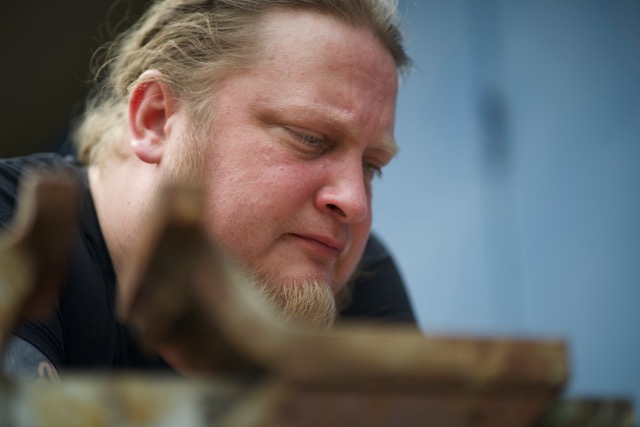
Daniel Faust 2021

Daniel Faust (* 1976 in Neuwied) ist ein deutscher Schauspieler und Sprecher.

## Werdegang
Daniel Faust ist der Sohn von Petra und Jürgen Faust. Nachdem er am Stadttheater Koblenz kleinere Statistenrollen übernommen hatte, besuchte er im Jahr 2003 die Akademie für Darstellende Kunst in Rheinland-Pfalz, an der er 2007 die Bühnenreife erhielt. Im selben Jahr zog er nach Berlin.
Neben Kurz- und Werbefilmen kam es unter anderem auch zu der Zusammenarbeit mit Regisseuren wie Marc-Andreas Bochert oder Olaf Ittenbach und dem Mitwirken in Kino- und Fernsehfilmen, u. a. in Empathie, der beim Filmfest München 2010 den Deutschen Kamerapreis gewann. Des Weiteren spricht er in Hörspielproduktionen und betätigt sich als Synchron- sowie Voiceover-Sprecher.
Auch auf der Theaterbühne ist er hin und wieder tätig. Die Bühne für Menschenrechte, in der er mitwirkte, wurde 2012 im Roten Rathaus in Berlin von Wolfgang Benz und Klaus Wowereit im bundesweiten Wettbewerb Aktiv für Demokratie und Toleranz als eine der vorbildlichen Initiativen ausgezeichnet.
Im Herbst 2011 kam es zu einer Zusammenarbeit mit dem Drehbuchautor und Produzenten Billy MacKinnon (Das Piano, Marrakesch) unter der Regie von Emily Kuhnke in dem in Berlin gedrehten Kurzfilm Aufzug/The Lift.
Der Werbespot Ein Paar Schuhe, in dem er neben Patrick Kalupa die Hauptrolle spielte, wurde im März 2013 bei dem wichtigsten deutschsprachigen Wettbewerb für kommerzielle Filme des Kommunikationsverbandes DIE KLAPPE als eindeutiger Gewinner vom Publikum und der Fachjury mit der Großen KLAPPE ausgezeichnet.
2013 spielte Faust eine Gastrolle in Albert Pyuns Cyborg Nemesis – The Dark Rift, der in Las Vegas, Nevada, gedreht wurde. Der Film ist ein Prequel zu dem 1989 erschienenen Film Cyborg mit Jean-Claude Van Damme und nimmt auch Bezug auf den 1993 erschienenen Film Nemesis mit Olivier Gruner und Thomas Jane.
Im selben Jahr spielte er eine Rolle im polnischen Kinofilm Kamienie na szaniec (Steine auf einer Schanze), unter der Regie von Robert Gliński und der Kameraführung von Paweł Edelman, der für Roman Polańskis Der Pianist mit einem Oscar nominiert wurde. Der Film ist eine Literaturverfilmung des gleichnamigen Buches von Aleksander Kamiński.
2015 erschien der Episoden-Horrorfilm German Angst, in dem er in einer durchgehenden Nebenrolle den Neonazi Gottfried darstellt. Regie führten Andreas Marschall, Jörg Buttgereit und Michal Kosakowski.
Des Weiteren spielt er im Jahr 2016 in der ersten Staffel der Sat1-Krimiserie Einsatz in Köln als Hauptcast in der Rolle des Forensikers Justus Bismarck in 16 Folgen mit und ist ab dem 12. Mai 2016 bundesweit in den deutschen Kinos in einer Nebenrolle neben Oliver Korittke und Barnaby Metachurat im deutschen Spielfilm Wie Männer über Frauen reden zu sehen.
Im Jahr 2017 spielt er erneut in einem amerikanischen Spielfilm mit dem Titel „Interstellar Civil War“ mit. Auch hier kam es zu einer Zusammenarbeit mit dem Regisseur Albert Pyun (Captain Amerika).
Ende 2017 spielte er unter der Regie von Peter Gersina für die Sony Pictures Produktion „Der Lehrer“ eine Episodennebenrolle als Roadcaptain einer Rockergang.
Diese 2. Folge der 6. Staffel mit dem Namen „Entweder völlig bekloppt oder Stahleier“ lief im Februar 2018 auf dem Sender RTL. Auch drehte er im Jahr 2018 für Constantin Entertainment eine Hauptrolle als schwuler Rocker, für einen Sketch von Marcel Mann für die Pro7 Show „Die Comedy Show“, unter der Regie von Leopold Bauer.
Auch ist er für das Berliner Hip-Hop Label „Amageddon Musik“ regelmäßig tätig. Nach dem Abbilden seiner Person als abdankenden König auf dem Cover und der CD des Albums „Thronerbe“ des Künstlers „Miliz“, engagierte das Label ihn für den späteren Label-Sampler „La Familia“ als Sprecher des gleichnamigen Intros.
Im März 2019 spielte er eine kleine Rolle in der Netflix-Serie „Wir sind die Welle“, einer 6-teiligen Serie zu dem Roman „Die Welle“, der auch mit Jürgen Vogel verfilmt wurde.
Im Oktober 2019 spielte er eine Nebenrolle für die ZDF-Serie „Soko Köln“ unter der Regie von Sascha Thiel.
Im Jahr 2020 und 2021 wird er als Hörspielsprecher besonders aktiv und ist hier mit seinen Tätigkeiten für das Label Contendo Media besonders hervorzuheben. Nachdem er für die gleiche Firma in der Vergangenheit in verschiedenen Serien immer mal wieder einen Gastauftritt hatte, wird er für die neue Serie Midnight Tales direkt dreimal gebucht.
2021 spielte er zusammen mit dem Allround-Künstler Dennis Theo Kessler einen kurzen Werbespot für den Podcast „Fuenfeinhalb-Fragen“, der in seiner Heimatstadt Neuwied gedreht wurde. Regie führten Jörg Sartorius und Rainer Claaßen.
In Neckargemünd drehte er ebenso einen Imagefilm mit dem Titel „Tell your Story“ für die Northwind Filmagentur GmbH in der Rolle eines Paketboten.
Ebenso kam es im ersten Halbjahr 2021 zu einer Zusammenarbeit mit dem Hollywood-Regisseur Uwe Boll in dem stark diskutierten und polarisierenden ersten Teil der geplanten Trilogie „Deutschland im Winter“, mit dem Titel „Hanau“.

## Filmografie (Auswahl)
- 2008: One Night in Berlin (Danach), Regie: Kivmars Bowling
- 2009: Empathie – Stumme Schreie, Regie: Marc-Andreas Bochert
- 2009: 3 Wochen Sonnenallee (Kurzfilm), Regie: Matthias Wörz
- 2009: Happy Divali (Kurzfilm), Regie: Katia Bey-Habedank
- 2010: Fallacia, Regie: Paulina Wanat und Navina Clever
- 2010: Savage Love, Regie: Olaf Ittenbach
- 2010: Das kleine Umwelt 1x1 (Lehrfilm), Regie: Michael Gautsch
- 2011: Ein Tag (Kurzfilm), Regie: Matthias Wörz
- 2011: Fleischerei Kläffer (Socialspot der peta2), Regie: Hendrik Thiele
- 2011: Aufzug/The Lift (Kurzfilm), Regie: Emily Kuhnke[1], Billy MacKinnon
- 2011: Anna und die Liebe, (Sat.1 Serie), Regie: Jurij Neumann
- 2012: God Forsaken, Regie: Olaf Ittenbach
- 2012: Schwäbisch Hall, Werbung für die Bausparkasse Schwäbisch Hall
- 2012: Doc meets Dorf, (RTL-Serie), Regie: Franziska Meyer Price
- 2012: Wie Männer über Frauen reden, Regie: Henrik Regel
- 2013: Flinkster – Ein Paar Schuhe, Werbung für das Carsharing-Unternehmen der Deutsche Bahn AG
- 2013: Cyborg Nemesis – The Dark Rift, Regie: Albert Pyun
- 2013: Die Pfefferkörner 127, Regie: Andrea Katzenberger
- 2014: Nivea Men 2014, Regie: Mickey Suelzer
- 2014: Operation Arsenal – Widerstand in Warschau (Kamienie na Szaniec), Regie: Robert Gliński
- 2015: German Angst, Regie: Michal Kosakowski, Andreas Marschall, Jörg Buttgereit
- 2015: VW Scirocco – Think Faster, Regie: Jeffrey Lisk, Bernd Possardt
- 2016: Einsatz in Köln – Die Kommissare, Festcast: Forensiker Justus Bismarck/16 Episoden (Sat.1-Serie), Regie: div.
- 2017: Interstellar Civil War, Regie: Albert Pyun
- 2017: Der Lehrer (RTL-Serie), Staffel 6 – Episode 3, Regie: Peter Gersina
- 2018: Die Comedy Show (Pro7), Regie: Leopold Bauer
- 2019: Wir sind die Welle Episode 2 (Netflix), Regie: Anca Miruna Lazarescu
- 2020: SOKO Köln: Helena! – Staffel 19, Regie: Sascha Thiel
- 2021: Fünfeinhalb Fragen – Werbespot, Regie: Jörg Sartorius
- 2021: Deutschland im Winter 1 – Hanau, Regie: Uwe Boll
- 2021: Tell your Story – Werbespot, Regie: Gabriel Sahm
- 2023: Levizia, Regie: Olaf Ittenbach

## Sprechertätigkeiten (Auswahl)
- 2009: Team Undercover 02 – Das Rätsel der Halskette
- 2009: Team Undercover 04 – Die Nacht des Vampirs
- 2009: Das Mondgeheimnis (Hörspiel)
- 2010: Skate 3 (Synchron)
- 2011: Mimi Rutherfurt 07 – Der Fuchs ist tot
- 2011: Sherlock Holmes 54 – Die drei Studenten
- 2011: Raumstation Alpha Base 11 – Energie
- 2011: Blue Bloods – Crime Scene New York (Synchron)
- 2012: John Paton – Mission unter Kannibalen
- 2012: Dark Life 03
- 2013: Mord in Serie 09 – Fair Play
- 2014: Mord in Serie 15 – Todesangst
- 2014: Dragon Age – Inquisition (Synchron)
- 2014: Batman – No Man’s Land 01-06
- 2015: Gespenster-Krimi 01 – Mörderbäume
- 2015: Mord in Serie 17 – Terror hinter Gittern
- 2015: Sherlock Holmes & Co 15 – Der Arrest
- 2016: Sherlock Holmes & Co 17 – Das Verlangen zu töten
- 2015: La Familia (Amageddon Music Label Sampler) – Intro
- 2016: Sherlock Holmes & Co 22 -Tod am Dock
- 2016: Captain Future – Planet in Gefahr 01
- 2017: Potz Blitz – Die Zauber-Akademie 6
- 2017: MindNapping 28 – Verbindungen
- 2019: Holy Klassiker – Onkel Toms Hütte
- 2020: Holy Klassiker – Ben Hur
- 2020: Midnight Tales – Angst um Mitternacht 10: Wahn und Wahnsinn
- 2020: Midnight Tales – Angst um Mitternacht 13: Das absolute Gedächtnis
- 2020: Midnight Tales – Angst um Mitternacht 14: Poe-ethische Gerechtigkeit
- 2022: Sherlock Holmes Legends 5 – Der niedergelassene Patient
- 2022: Holy Horror 22 – Cthulhus Ruf 02 – H.P. Lovecraft’s Die Farbe aus dem All
- 2022: Sherlock Holmes Legends 6 – Nora Craina
- 2023: Sein vorletzter Fall – (von Marc-Oliver Teschke)
- 2024: Mord in Serie 35 – Schöner Morden
- 2024: Morgan & Bailey 18 – Heimsuchung
- 2025: Larry Brent 59 – Zombies auf der Reeperbahn
- 2025: Thorsten Böttchers Dracula Memento Mori - Teil 1
- 2025: Larry Brent 61 – Phantomjagd auf Morna
- 2025: MurderTales 11: Kroatisches Grauen

## Theater (Auswahl)
- 2008: MacBeth, Streben nach Macht / Hauptrolle „Lady MacBeth“ / Regie: Matthias Wörz / Theaterhaus Mitte Berlin
- 2008: Loriot, die 2. / Hauptrolle „Mann 2“ / Regie: Wolfgang Wittig, Sebastiano Meli / Berliner Scala, Coupé-Theater Berlin
- 2009: Generation XTC / Hauptrolle „Marc“ / Regie: Christian Streng / 100° Festival, Sophiensaele Berlin
- 2010: Goethes Faust / Hauptrolle „Heinrich Faust“ / Regie: Julia Cepiuk / Kreartell eV Berlin (u. a. Hebbel am Ufer, Brotfabrik, 100° Festival)
- 2011: Die Asyl-Monologe / Hauptrolle „Ali“ / Regie: Michael Ruf / Bühne für Menschenrechte (Kreuzberg-Museum, Abolish-Festival)
- 2013: 21. Reinickendorfer Kriminacht / Nebenrolle „Groscher“ / Regie: Horst Bosetzky / Humboldt-Bibliothek (Berlin-Tegel)